# 山东大学附属中学
山东大学附属中学是一所创建于 1901 年的中学，历经 100 余年。山东大学附属中学东邻山东大学洪家楼校区校园，南近欧式风格的洪楼广场。此外山东山大基础教育集团旗下还有多个校区及分校。

## 基础设施
学校配有共计五个物理、化学、生物实验室，多媒体教室、双向控制的闭路电视系统、微机室、语音室、多功能活动室等。图书室、阅览室全天候对学生开架借阅。

## 校园文化
学校有学生会和多个学生社团。三月文学社有校刊《三月》。